# Colydium carinatum
Colydium carinatum là một loài bọ cánh cứng trong họ Zopheridae. Loài này được Kirsch miêu tả khoa học năm 1865.